# 玉光街礼拜堂
玉光街礼拜堂（英語：Yuguang Street Church）是中国大连市基督教新教教会之一。1928年英国圣公会（英国国教会）和日本圣公会在英国领事馆内共同建成大连圣公会教堂（英語：Dalian Anglican Church）。2002年，建筑物被指定为大连市重点保护建筑物。现为辽宁省文物保护单位。

## 简史
- 日本从1905年到1945年，租借着现在大连广域市南面一半的区域。由于日英同盟的关系，英国领事馆（现在大连金融大厦的位置）被建在大连市黄金地段的大广场（现在的中山广场），圣公会教会也被建在了那个区域，第一批教会的建筑物是黑色煉瓦的。
- 第二代红色煉瓦教会堂是1928年英格兰国教会和日本圣公会共同建设的，礼拜以星期日早上9:00开始用英语，10:30开始用日语的形式举行。这个教会属于中华圣公会华北教区（英语：Diocese of North China）。
- 第二次世界大战后，日本的建筑物全部被中国接收，宗教关系的建筑物也被用于其他目的。但由于大连圣公会归二战的一半战胜国英国所属，作为教会被留下，中华人民共和国成立以后，被改名为玉光街礼拜堂而延续至今。
- 1966年～1977年文化大革命期间宗教遭到迫害，教会也失去其机能，教会窗的彩色玻璃等也遭毁坏，成了孩子们的学习的场所。80年代礼拜再度被开始，作为超教派(post-denominational)中国基督教协会的教会，是大连市最受欢迎的教会。
- 2001年被大连市指定为保护建筑单位。

## 教堂现状
- 除了教会堂的彩色玻璃和圣公会的祭坛被破坏以外，建筑物大体上保留了1928年建立时的样子。
- 入口右侧的基石上写到日语(竖写)和英语(横写)：[1]

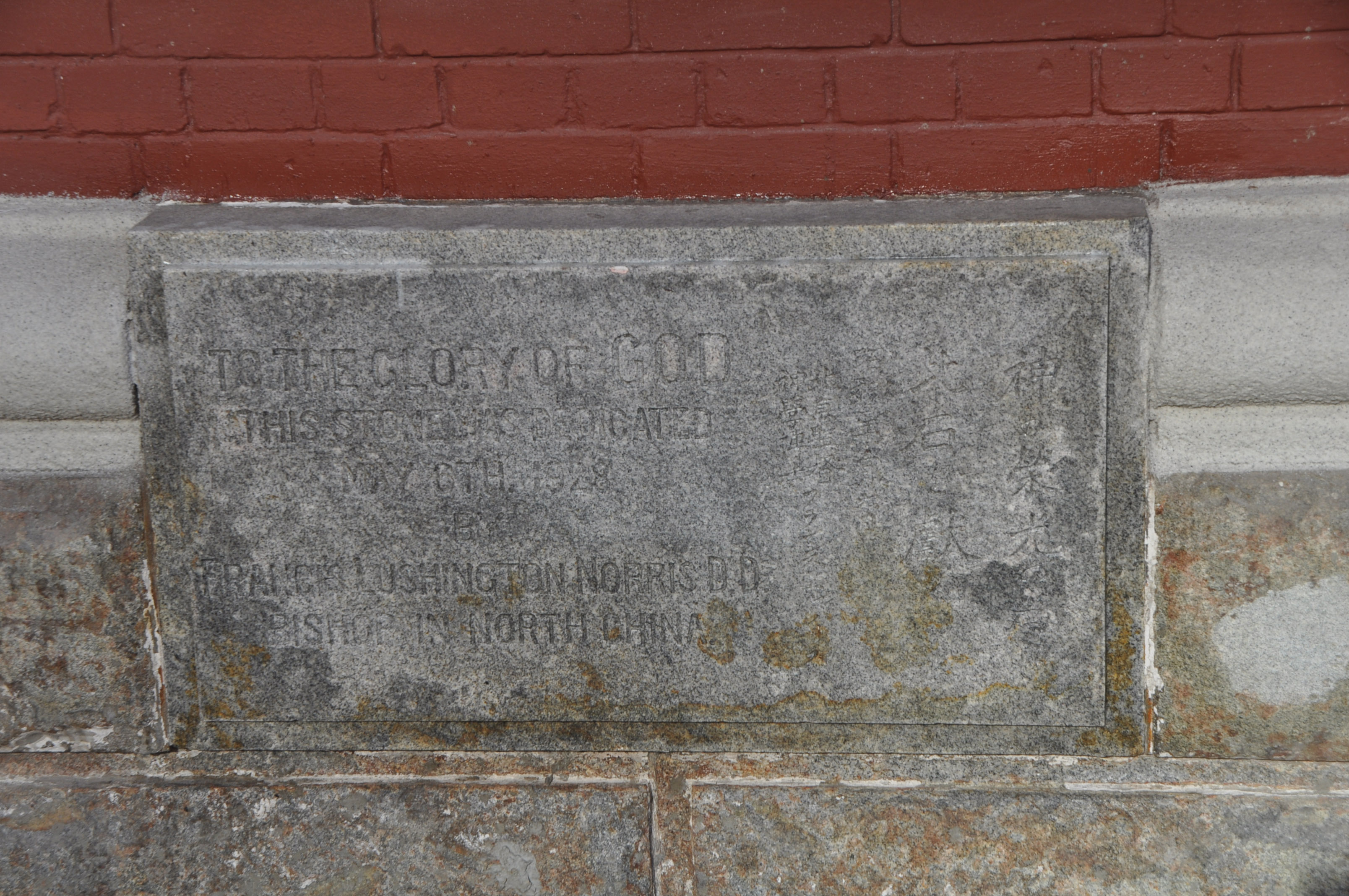
基督教玉光街教堂的基石

神の榮光の為
此石を獻ぐ
昭和三年五月六日

北京監督・神學博士
フランシス・エル・ノリス'

TO THE GLORY OF GOD
THIS STONE WAS DEDICATED
MAY 6TH. 1928

BY
FRANCIS LUSHINGTON NORRIS D.D.
BISHOP IN NORTH CHINA

以前上面的话语都能看清楚，不过现在只能看到前半语句。
- 礼拜是在星期五晚上举行(青年礼拜)，星期日举行3次，查经班等的活动被进行着。
- 洗礼通常是在圣诞节及复活节前的星期日晚上举行。
- 圣诞节前夜下午进行的有50人合唱节目的圣诞节庆祝会很有名。圣诞节当日不举行礼拜，从早晨到下午举行各个小组的庆祝歌舞会。

## 保护
2003年9月29日，基督教玉光街教堂由大连市人民政府公布为第五批大连市文物保护单位。
2014年10月17日，基督教圣公会礼拜堂由辽宁省人民政府公布为第九批辽宁省文物保护单位，编号9-227。

## 注解
1. ↑  为了神的荣光的献上此石 昭和三年五月六日 北京监督·神学博士弗朗西斯·艾勒·诺里斯
2. ↑  . 大连年鉴. 2004-10: 304. ISSN 1671-3001.
3. ↑  . 辽宁省人民政府.    [2023-09-24]. （原始内容存档于2023-09-23）.
4. ↑  . 辽宁省人民政府. 2017-03-27  [2023-09-23]. （原始内容存档于2023-09-23）.